# Unsung: The Best of Helmet (1991–1997)
Unsung: The Best of Helmet (1991–1997) é um álbum dos melhores êxitos da banda Helmet, lançada a 27 de Janeiro de 2004.
A banda na sua origen contava com o vocalista/guitarrista Page Hamilton, o baixista Henry Bogdan, o baterista John Stanier, o guitarrista Peter Mengede (1989–1993) e Rob Echeverria (1994–1996). 

## Faixas
Todas as faixas por Hamilton, exceto † por Bogdan/Hamilton; ‡ por Bogdan/Hamilton/Stanier.
1. "Repetition" – 3:00
  - Do álbum Strap It On
2. "FBLA" – 2:40
  - Do álbum Strap It On
3. "Bad Mood" – 2:15
  - Do álbum Strap It On
4. "Sinatra" – 4:31
  - Do álbum Strap It On
5. "In the Meantime" – 3:08
  - Do álbum Meantime
6. "Ironhead" – 3:22
  - Do álbum Meantime
7. "Give It" – 4:17 
  - Do álbum Meantime
8. "Unsung" – 3:57 
  - Do álbum Meantime
9. "Better" – 3:10 
  - (1992, Meantime)
10. "Just Another Victim" 
  - Banda Sonora de Judgment Night
11. "Wilma's Rainbow" – 3:53 
  - Do álbum Betty
12. "I Know" – 3:41 
  - Do álbum Betty
13. "Milquetoast" – 3:53 
  - Do álbum Betty
14. "Rollo"† – 2:38 
  - Do álbum Betty
15. "Overrated" – 2:40 
  - Do álbum Betty
16. "Disagreeable" 
  - Banda Sonora de Feeling Minnesota
17. "Pure" – 3:32
  - Do álbum Aftertaste
18. "Renovation"‡ – 2:55
  - Do álbum Aftertaste
19. "Like I Care" – 3:19 
  - Do álbum Aftertaste
20. "Driving Nowhere" – 4:19
  - Do álbum Aftertaste
21. "Exactly What You Wanted" – 2:36 
  - Do álbum Aftertaste

## Créditos
- Henry Bogdan – Baixo
- Page Hamilton – Guitarra, vocal
- John Stanier – Bateria
- Peter Mengede – Guitarra (Faixas 1–10)
- Rob Echeverria – Guitarra (Faixas 11–16)